# Bernhoff Hansen
Bernhoff Hansen (né le 17 août 1877 et mort le 22 décembre 1950) est un lutteur sportif américain d'origine norvégienne.

## Biographie
Bernhoff Hansen obtient une médaille d'or olympique, en 1904 à Saint-Louis en poids lourds.